# Müllers Stendelwurz
Müllers Stendelwurz (Epipactis muelleri) ist eine Pflanzenart aus der Gattung der Stendelwurzen (Epipactis) in der Familie der Orchideen (Orchidaceae). Sie ist nach dem deutschen Botaniker Hermann Müller (1829–1883) benannt.

## Beschreibung

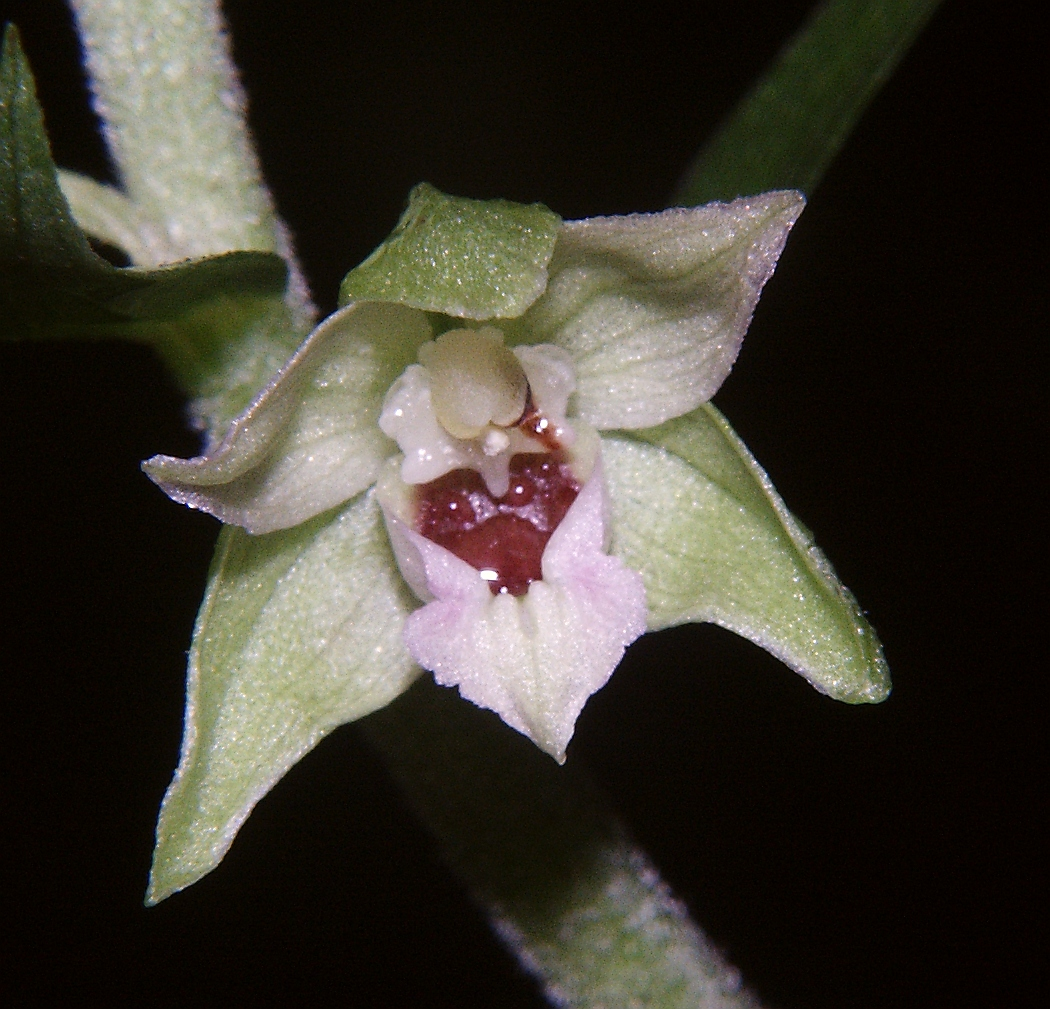
Etwas rosa gefärbte Blüte der Schattenform von Müllers Stendelwurz

Müllers Stendelwurz erreicht Wuchshöhen zwischen 25 und 60 cm. Die Laubblätter sind in der Regel zweizeilig angeordnet. Sie sind etwas gefaltet, mehr oder weniger gebogen, lanzettlich spitz und am Rand mehr oder weniger stark gewellt. Die letzten beiden Eigenschaften sind fast immer arttypisch.
Der Blütenstand ist einseitswendig. Die Blüten sind weißlichgrün, seltener etwas rosa gefärbt. Die Wülste auf der Vorderlippe fehlen oder sind nur angedeutet. Der Durchgang zwischen Vorder- und Hinterlippe ist im Vergleich zur Breitblättrigen Stendelwurz breit. Die Hinterlippe ist innen rot bis dunkelrot gefärbt. Die Pollenpakete ragen über die Narbe hinaus und können so ungehindert auf diese gelangen.
Die Blütezeit kann bereits im Juni beginnen, in der Regel jedoch erst im Juli und endet noch im selben Monat, kann aber auch bis in den August andauern.
Nach älterer Literatur soll Müllers Stendelwurz keine sterilen, also nichtblühende Triebe bilden. Dies hat sich jedoch als nicht zutreffend erwiesen. Immer wieder werden sterile Pflanzen mit den typischen Merkmalen der Art gefunden.
Variabilität
- Bei den an helleren, über längere Abschnitte des Tages auch sonnigen Standorten wachsenden Pflanzen sind die Laubblätter in der Regel mehr am Stängelgrund angeordnet. Bei der Schattenform verteilen sich diese am Stängel.
- Das Gynostemium (der Geschlechtsapparat der Orchideen aus miteinander verwachsenen Staubblättern und Stempel) besitzt in der Regel keine Klebdrüse und die Pollenschüssel fehlt, wodurch in aller Regel nur Selbstbestäubung möglich ist. Es gibt jedoch selten Populationen, bei denen eine Klebdrüse und Pollenschüssel vorhanden ist.

## Genetik
Müllers Stendelwurz besitzt einen Karyotyp von zwei Chromosomensätzen und jeweils 20 Chromosomen (Zytologie: 2n = 40), es wird jedoch auch von 19 Chromosomen (2n=38) berichtet.

## Ökologie

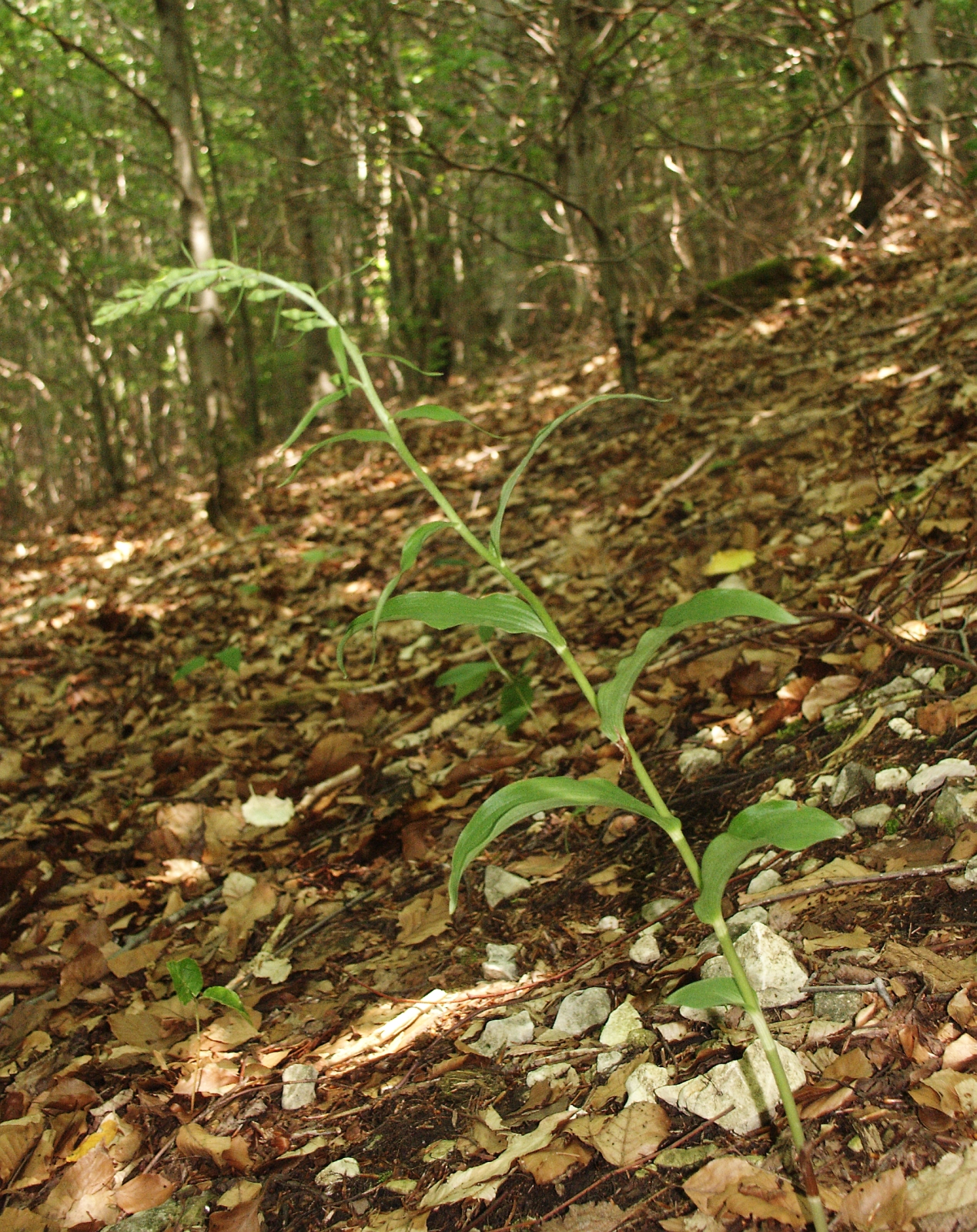
Schattenform von Müllers Stendelwurz am Standort am Rand des Härtsfelds

Müllers Stendelwurz hat einen höheren Lichtbedarf als viele andere Arten aus der Gattung der Stendelwurzen. Sie wächst daher hauptsächlich an Waldrändern und im Saumbereich im Gebüsch. Auf Mager- oder Trockenrasen meist im Schutz von Gehölzen. Sie ist jedoch auch gelegentlich in dichteren Wäldern mit geringerer Helligkeit zu finden.
Sie wächst nahezu ausschließlich in kalkhaltigen Böden.
Sie kommt in den Pflanzengesellschaften „Flaumeichenwälder“ (Ordnung Quercetalia pubescentis-petraeae), „Wirbeldost-Saumgesellschaften“ (Ordnung Origanetalia vulgaris) und „Halbtrockenrasen“ (Verband Mesobromion erecti) vor.

## Verbreitung
Gesamtverbreitung:
Das Verbreitungsgebiet erstreckt sich von den Pyrenäen bis zur Slowakei, nach Süden bis Mittelitalien und Istrien, nach Norden bis zu den Niederlanden. Es umfasst Westeuropa und Mitteleuropa. Die tatsächliche Verbreitung im Einzelnen ist noch nicht vollständig bekannt. Nach Baumann und Künkele sind die Höhengrenzen in den Alpenländern folgende: Deutschland 106–930 Meter, Frankreich 280–1500 Meter, Schweiz 435–1300 Meter, Österreich 650 Meter, Italien 130–1590 Meter, Slowenien 340–1050 Meter. In Europa steigt die Art von 100 Meter bis zu 1590 Meter Meereshöhe auf.
Deutschland:
Dichtere Verbreitungsgebiete liegen in Deutschland vorwiegend entlang des Oberrhein, auf der Schwäbischen und Fränkischen Alb, entlang des Neckar, von dort ausstrahlend bis Mainfranken. Außerdem entlang des Thüringer Becken, im Weserbergland und im äußersten Westen von der Mosel bis zur Eifel. Sie übertritt nach Norden kaum die Grenze von der Mittelgebirgsschwelle ins Norddeutsche Tiefland.
Schweiz:
In der Schweiz ist sie hauptsächlich im Norden verbreitet. Nach Süden gibt es nur wenige Vorkommen entlang der Flüsse. Um die großen Seen ist sie wieder etwas häufiger. Die ökologischen Zeigerwerte nach Landolt et al. 2010 sind in der Schweiz: Feuchtezahl F = 2w+ (mäßig trocken aber stark wechselnd), Lichtzahl L = 3 (halbschattig), Reaktionszahl R = 4 (neutral bis basisch), Temperaturzahl T = 4 (kollin), Nährstoffzahl N = 2 (nährstoffarm), Kontinentalitätszahl K = 4 (subkontinental).

## Naturschutz und Gefährdung

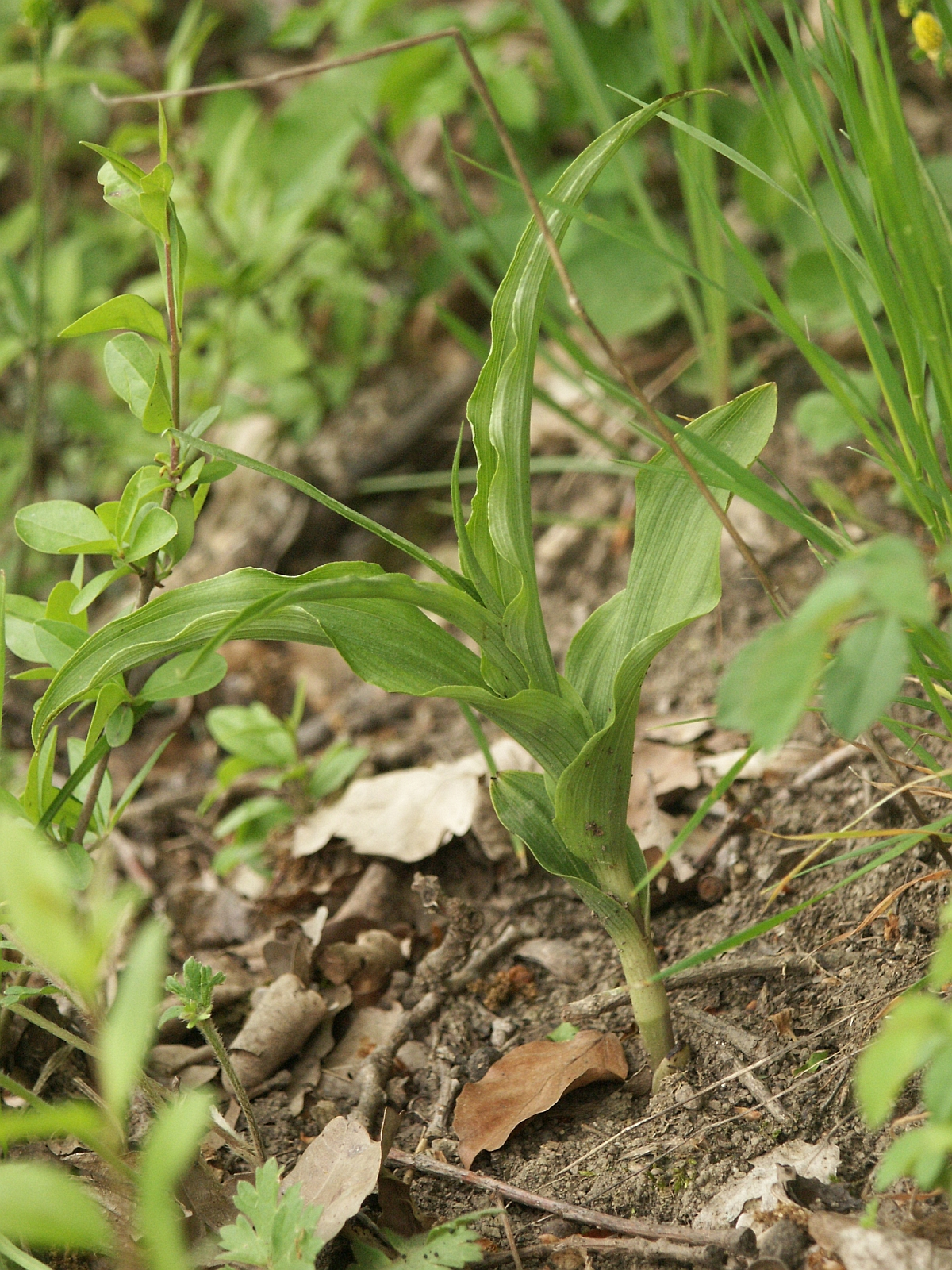
Austreibende Pflanze mit den arttypisch sichelförmigen, gewellten Blättern

Müllers Stendelwurz ist in Deutschland durch die BArtSchV besonders geschützt.
Rote Listen:
- Rote Liste Deutschland: nicht gefährdet

- Rote Liste Bundesländer:

| - Baden-Württemberg: 4 - Bayern: ungefährdet - Hessen: ungefährdet - Niedersachsen: 2 - Nordrhein-Westfalen: 3 | - Rheinland-Pfalz: 4 - Saarland: 3 - Sachsen: 1 - Sachsen-Anhalt: 1 - Thüringen: ungefährdet |

Trotz der Einstufung „nicht gefährdet“ gibt es dennoch verschiedene Gefährdungsursachen: die typischen Standorte an Waldrändern und Gebüsch werden immer wieder als Lagerplatz für Holz, Gartenabfälle oder Unrat missbraucht, durch übertriebene Pflegemaßnahmen werden schattenspendenden Gebüsche entfernt, Waldränder werden in Weideflächen mit einbezogen und die Pflanzen abgefressen oder niedergetrampelt.

## Systematik

### Unterarten
Man kann die folgenden Unterarten unterscheiden:
- Epipactis muelleri subsp. cerritae M.P.Grasso: Sie kommt in Sizilien vor.[1]
- Epipactis muelleri subsp. muelleri (Syn.: Epipactis lapidocampi E.Klein & Laminger): Sie kommt in Westeuropa und in Mitteleuropa vor.[1] Sie hat Vorkommen in den Ländern Frankreich, Belgien, den Niederlanden, Deutschland, Schweiz, Österreich, Italien, Sardinien, Ungarn im früheren Jugoslawien und in der früheren Tschechoslowakei.[5]

### Hybriden

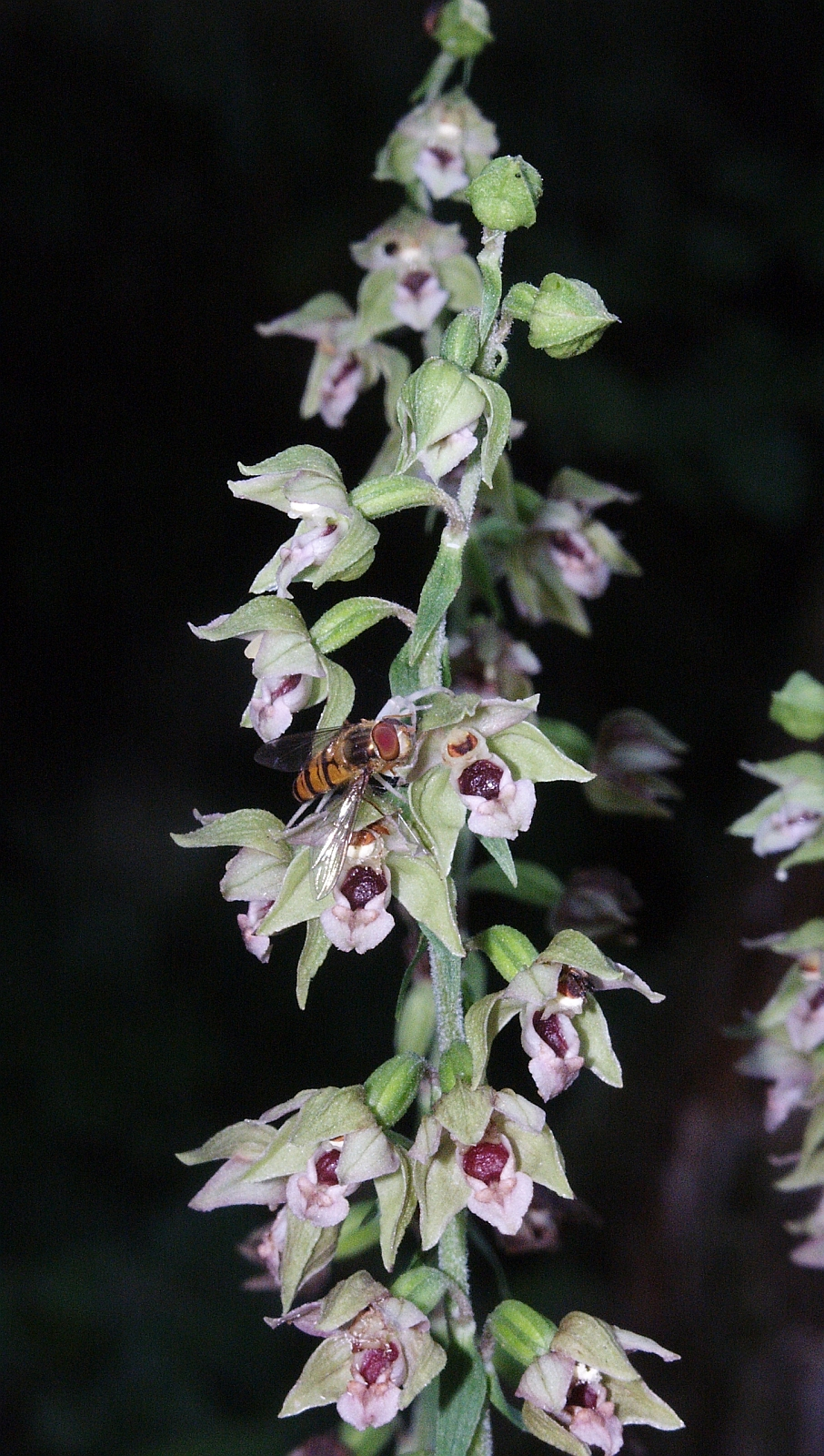
Epipactis × reinekei
Kaum zu erkennen ist eine Veränderliche Krabbenspinne, die eine Schwebfliege erbeutet hat.

Als nahezu ausschließlich selbstbestäubende Art kommt Müllers Stendelwurz als pollenspendender Kreuzungspartner kaum in Frage. Bestäubung erfolgt durch den mitgebrachten Pollen von anderen Stendelwurz-Arten. Dennoch sind darunter Hybriden, bei denen der andere Kreuzungspartner ebenfalls selbstbestäubend ist. Hier dürfte die Pollenübertragung durch Insekten erfolgen, die wenige Pollen zufällig von der einen Blüte zur nächsten transportieren.
Bekannt sind folgende Hybriden, die zum Teil schwer zu bestimmen sind:
- Epipactis × barreana B.Baumann & H.Baumann (Epipactis latina × Epipactis muelleri)
- Epipactis × heterogama M.Bayer (Epipactis atrorubens × Epipactis muelleri)
- Epipactis × reinekei M.Bayer (Epipactis helleborine × Epipactis muelleri)
- Epipactis × bayeri (Epipactis leptochila × Epipactis muelleri)

Nicht beschrieben sind bisher die Hybriden:
- Epipactis leptochila subsp. neglecta × Epipactis muelleri
- Epipactis muelleri × Epipactis placentina

### Nomenklatur
Müllers Stendelwurz wurde 1921 durch Masters John Godfery in Journal of Botany, British and Foreign Band 59, S. 106 erstbeschrieben.

### Synonyme
- Helleborine muelleri (Godfery) Bech. (1936)
- Epipactis helleborine subsp. muelleri (Godfery) O. Bolòs (1987)